# Хугеноти
Хугенотите са френските протестанти в първите столетия след Реформацията, които са подложени на преследвания през XVI и XVII век. Гоненията срещу хугенотите от Луи XIV стават причина за преселването на 250 000 хугеноти в съседните на Франция протестантски държави. След края на преследванията и с влизането в сила на френската конституция през 1791 г. се налага все повече названието протестанти. Понятието „хугеноти“ се използва за калвинистите по време на гоненията във Франция. Френските протестанти са малцинство в днешна католическа Франция.

## Етимология
Произходът на думата „хугеноти“ идва от френската дума aignos, която показва връзката с калвинисткия център Швейцария. Тя от своя страна произхожда от немския термин eidgenosse, който означава съюзник, съзаклятник, конфедерат. Думата се появява във френския език в началото на XVI век във формата eygenot, използвана като название за привържениците на политическа партия в кантона Женева, която се е борила срещу опитите за анексия от страна на Савойския херцог. През втората половина на XVI век терминът започва да се използва като синоним на протестант. Възможно е думата да е свързана с името на женевския борец за свобода Besancon Hugues. Според друга хипотеза думата води началото си от израза „Huis Genooten“, използван за фламандски протестанти, които тайно изследвали Библията.
Точният произход на думата не може да бъде установен. Сигурно е, че думата е имала подигравателен характер.

## История

### Начало на Реформацията във Франция
По времето, когато реформацията в Германия е започнала, тезисите на Мартин Лутер (1517) намират добра почва във Франция:
Франсоа I, който управлява Франция от 1515 г., е превърнал по това време католическата църква в управленски орган на държавата. Чрез Болонския конкордат от 1516 той получава правото да раздава еднолично високи постове във френската църква. Той се възползва умело и назначава висши благородници на съответни позиции и по този начин ги задължава да му бъдат верни. Инфраструктурата на църквата също е била от голямо значение за краля. Присъствието ѝ във всички градове и села, големият обхват на действие, който свещениците са имали в църквите, и фамилните регистри, които паствата са водели, са били елементи, които кралят е използвал за изпълнението на управленски задачи, като например издаването на едикти.
Тази секуларизация води до противоречие сред хуманистичните кръгове около Еразъм Ротердамски и Якоб Фабер през 1520. В тези среди все по-често са се дискутирали тезите на Мартин Лутер, които правят Светото писание единствен критерий във вярата и настояват за разделение между държава и църква. Неговите идеи първоначално са приети позитивно и в кралския двор.
Франсоа I, повлиян от сестра си, също не отхвърля теологичните аспекти на зараждащото се реформаторско движение. Той дори защитава Якоб Фабер, когато срещу него е повдигнато обвинение в еретизъм. Реформирането на църквата не би могло да уплаши Франц, поне що се отнася до богословските тълкувания.
Следователно може да се смята, че реформаторските идеи са намерили почва във Франция през 1520 година. Чрез хуманистичните кръгове те намират разпространение сред издигнатите буржоазни среди.

### Първи гонения
Много бързо обаче и във Франция се заражда католическо контрадвижение (Контрареформация). Служителите на църквата виждат в новото течение опасност за своите учения и многобройните си социални привилегии. През 1521 папата отлъчва Мартин Лутер от църквата, а Сорбоната в Париж проклина неговото учение.
Франсоа I попада постепенно под натиск поради две причини:
- Първата е била от вътрешно-политически характер. След 1520 става ясно, че реформацията не е само една богословска идея, която се разпространява предимно в научните кабинети, но и започва да напада църковните и светските структури на властта. Франсоа I е нямал интерес назначените от него благородници да бъдат отстранени от реформаторите и по този начин да загуби значителната си подкрепа в контрола на държавата.

- Второ, Франсоа I по това време се е намирал в тежък конфликт с немския император Карл V. Франция е била притисната чрез Холандия, Германия и Испания от Хабсбургите, като дори Северна Италия се е намирала в открита война с тях. Ако Франсоа I приеме Реформацията във Франция, той би си навлякъл и гнева на Рим, който от своя страна не би възпрял Карл V от евентуална инвазия във Франция. Така тази външнополитическа конюнктура го принуждава да се дистанцира все повече и повече от протестантството.

По този начин се стига до първоначални репресии срещу протестантите, които постепенно преминават в гонения. Първата екзекуция на френски протестант се извършва на 8 август 1523, когато в Париж е изгорен августинският монах Жан Валиер.

### Нелегалната църква
Протестантството във Франция е изтласкано до 1530 г. в нелегалност. Една част от протестантите бягат във вече реформираните области на Швейцария, където Улрих Цвингли почти е лишил католическата църква от власт. Въпреки че са изгонени от политическата сцена, протестантите стават все по-дръзки в действията си: разпространяват се плакати, които сравняват католическата меса с идолопоклонство и се обезобразяват статуи на Дева Мария.
Около 1530 Жан Калвин се присъединява в Париж към протестантството. Дотогава той е бил смятан по-скоро за католически хуманист, отколкото за реформатор. Той е трябвало да избяга от Париж заедно с Никола Коп, след една заедно подготвена реч с протестантски характер.
Въпреки трудностите движението набира скорост. През 1546 в Meaux е основана първата протестантска църква. През 1559 в Париж се състои и първият национален синод, на който са изготвени църковният устав и Символът на вярата. На този синод са изпратени представители на 15 църкви. След две години на следващия синод взимат участие делегати от 2000 църкви. В началото на втората половина на 16 век протестантите във Франция наброяват около два милиона, което е било 10% от тогавашното френско население.

### Хугенотски войни
През 1546 умира Франсоа I и неговият син Анри II се възкачва на трона. Той продължава репресиите срещу хугенотите. По същото време започва разпадането на Хабсбургската империя. Император Карл V не може да се справи с последствията от Реформацията и компромисният принцип „Cuius regio, eius religio“ („Религията на владетелите е и религия на поданиците“) води до разпадането на империята. Анри II иска на всяка цена да избегне подобно развитие във Франция. Постепенно част от аристокрацията преминава към хугенотите и споразумение от типа на Аугсбургския принцип би нанесло значителни вреди на дълго изгражданата от Франсоа I централизация на държавата. Поради това започва окончателната дискриминация на Протестантството във Франция.
Приемането на три едикта създават благоприятни условия за по-нататъшното преследване на хугенотите. Още през първата година на управлението си Анри създава камара, чиято задача е преследването на членовете на парламента, които са хугеноти. През юни 1551 тази практика се пренася и върху провинциалните парламенти чрез едикта от Шатобриан. През юли 1557 следва едикта от Компиен, който предава нарушаващите реда протестанти на гражданския съд. Присъдите за ерес Анри оставя в ръцете на църквата. Накрая е издаден едиктът от Екуен и от този момент еретиците могат да бъдат осъждани само на смъртна присъда. Скоро след това умира Анри II.
Под ръководството на неговия наследник Франсоа II гоненията продължават. През 1562 католически войници нападат протестанти по време на богослужение. В клането във Васи са убити 23 и са ранени около 200 протестанти. След този инцидент хугенотите се преструктурират в политическо движение. Те набират собствена армия и формират кавалерия, която минава под командването на адмирал Гаспар дьо Колини. Анри Наварски и Бурбоните се съюзяват с хугенотите, укрепвайки по този начин позициите на протестантите, които в разцвета си са укрепени в 60 крепости и представляват сериозна заплаха за католическата корона и Париж през следващите три десетилетия.

### Вартоломеевата нощ
Най-масовото убийство на хугеноти остава в историята като клането от Вартоломеевата нощ, защото е извършено на деня на св. Вартоломей – 23/24 август 1572. В Париж са убити около 3000 души, а в цялата страна броят на жертвите е между 10 000 и 30 000.

### Едиктът от Нант
Чрез едикта (декрета) от Нант през 1598 г. религиозните сблъсъци във Франция стихват, но това примирие продължава до превземането на крепостта Ла Рошел през 1628. След смъртта на кардинал Мазарини (1661) управлението на страната се поема от Луи XIV, който въвежда систематично преследване на протестантите, което има за цел тяхното връщане в лоното на Католическата църква.
Поради нарастващата вълна от изселници кралят въвежда емиграционна забрана. Въпреки това обаче в продължение на 15 години Франция е била напусната от около 250 000 души.

### Едиктът от Фонтенбло
Чрез този едикт, издаден на 18 октомври 1685 г., Луи XIV отменя едикта от Нант. Оттук нататък всеки протестант го грозяло задържане под арест или да бъде изпратен на принудителен труд на галерите. Да бъдеш изпратен на галерите било равнозначно на смъртна присъда. В резултат на този едикт протестантската църква отново минала в нелегалност и само в района Севен тя оказала известна съпротива. Там се стигнало до гражданска война през 1703 – 1706, при която 400 села били изравнени със земята.
Пеенето на псалми и четеното на Библия било забранено. Много хора преминавали принудително към католицизма, за да спасят живота си. Но тези жестоки мерки не довели до така желаното ликвидиране на протестантството, защото преследваните и убити протестанти били почитани от останалите като мъченици.
Поради факта че повечето принадлежащи към висшето протестантско съсловие, сред които мнозинството били духовници, избягали в чужбина, църквите в страната били ръководени от пастори лаици, които се чувствали призвани свише за тази дейност. Така това довежда до появата на екстатична и пророческа форма на религиозност.

## Емиграцията на хугенотите
Вследствие на системните и жестоки преследвания на хугенотите от страна на държавата те били принудени да напуснат Франция и да потърсят убежище в съседните на тях протестантски държави (Холандия, Швейцария, Англия), както и в Америка и Южна Африка.

### Ранна емиграция
Първите хугеноти напуснали Франция през 1562 г. под ръководството на Жан Рибо. Групата отива в Новия свят и през 1564 основава малка колония, наречена Форт Каролина, на брега на реката Сейнт Джонс в днешна Флорида.
Колонията е първият опит за постоянно европейско селище в границите на днешен САЩ. Но групата оцелява много малко време. През 1565 г. атака срещу новата испанска колония при Свети Августин (Флорида) е отблъсната, след което испанците избиват гарнизона на Форт Каролина.

### Заселване в Южна Африка
На 31 декември 1687 група от хугеноти се отправя с кораб към колонията, намираща се на нос Добра надежда. Още от 1671 отделни хугеноти почват да се заселват там, като по-късно те помагат в организацията на масовата емиграция към Южна Африка. Забележително е преселването на хугеноти от La Motte d'Aigues в областта Прованс-Алпи-Лазурен бряг, Франция.
Повечето от заселниците избират за свой нов дом област, наречена Франсхук (от датски: „френско кътче“) днес провинция в ЮАР. На 7 април 1948 е построен голям монумент, посветен на пристигането на хугенотите в Франсхук.
Много от фермите в днешна Южна Африка все още носят френски имена. Също така има и много фамилии, повечето говорещи на африкаанс, които имат френски фамилни имена. Присъствието на хугенотите в Южна Африка допринася много за развитието на винарската индустрия, защото повечето от хугенотите са се занимавали с отглеждане на лозя във Франция.

### Заселване в Северна Америка
Избягвайки френските колонии, повечето хугеноти се заселват в холандската колония Нова Нидерландия в Северна Америка или в 13-те колонии на Великобритания. Първата масова емиграция в посока Северна Америка е през 1624 г.
Хугенотите основават Ню Палтц, Ню Йорк, където се намира най-старата улица в Съединените американски щати със запазени каменни къщи. В Ню Йорк те основават също и Ню Рошел, кръстен на френския Ла Рошел.
Друга част от хугенотите се заселват във Виржиния, където основават селища западно от днешен Ричмънд. Мемориалният мост Huguenot над река Джеймс в Ричмънд е кръстен в тяхна чест.
Много хугеноти се заселват в района на днешния Чарлстън, Южна Каролина. Чарлстънската френска протестантска църква, която остава независима, е най-старата все още действаща конгрегация в САЩ.
Повечето хугенотски конгрегации се сливат постепенно с другите протестантски деноминации.

### Убежище в Англия
Около 50 000 хугеноти бягат в Англия, където получават убежище. Едуард VI им предоставя цялата западна крипта на Кентърберийската катедрала за богослужение. През 1825 г. тази привилегия е намалена само до страничното крило на катедралата и през 1895 ограничена само до предния параклис на Черния принц, където всяка неделя се служи на френски.
Голям брой хугеноти се заселват и в Шоредич, Лондон, и полагат основите на тамошната текстилна индустрия.
Много хугеноти се заселват и в Ирландия, като голяма част от тях дори се бият срещу крал Луи XIV, като затова биват награждавани и получават титли.

### Убежище в Германия и Скандинавия
Хугенотите бежанци намират сигурност и в лутеранските и реформираните държави в Германия и Скандинавия. 44 000 бежанци отиват в Германия и в частност в Прусия, където на 29 октомври 1685 хугенотите биват приети официално с едикта от Потсдам. Основани са няколко конгрегации в градове като Берлин, Стокхолм, Франфурт и Емден. Около 1700 голяма част от населението на Берлин е било от френски произход. Заселниците запазват френския език във всекидневната си употреба за близо век. Те започват да се сливат с немците като протест срещу окупацията на Прусия от Наполеон през 1806/07 г.

### Последици
В страните, в които хугенотите се заселват, повечето хугеноти се радват на топъл прием и получават доста привилегии, както и получават кредити от управляващите, което води до завист и недоволство сред местното население.
С приемането на имигрантите страните-приемници преживяват икономически растеж. Повечето хугеноти са заети в областта на селското стопанство и най-вече с отглеждането на копринени буби и винарството.
Освен в икономическата сфера новите заселници оставят и ярка следа в духовния и културен живот на приелите ги страни.
Гоненията на хугеноти във Франция разваля отношенията между Великобритания и Франция по времето на Краля Слънце, в резултат на което след 1689 се водят няколко войни между двете държави.

## Символ
Отличителен белег на френските протестанти е бил Хугенотския кръст. По-късно той се налага и като официален символ на Френската протестантска църква. Много от потомците на хугенотите се гордеят да носят този символ като знак на тяхната връзка с дедите им.

## Известни личности с хугенотски произход
- Кайли Миноуг – поп певица (* 1968)
- Лотар де Мезиер – немски политик (* 1940)
- Мари Дюран – излежава 38-годишна присъда заради вярата си
- Теодор Фонтане – немски поет и писател
- Фредерик де Клерк – президент на ЮАР от 1989 до 1994 (1936 - 2021)
- Лионел Жоспен – френски политик (* 1937)
- Найджъл Фараж – британски националист и евродепутат, член на UKIP (Британска партия на независимостта) (* 1964)